# Arne Schaffhausen & Wayan Raabe
Arne Schaffhausen (* 1977 in Elmshorn) und Wayan Raabe (* 1979 in Henstedt-Ulzburg) sind zwei Musikproduzenten aus Hamburg, die in der internationalen elektronischen Musikszene mit unterschiedlichen Projekten und Liveacts bekannt sind. Das erfolgreichste Projekt ist Extrawelt (seit 2005).

## Leben und frühe Karriere

### Wayan Raabe
Mit 14 Jahren begann Raabe eine vielversprechende DJ-Karriere, welche er jedoch bereits 1997 mit 18 Jahren aus Frust über das Nachtleben wieder beendete. Er zog aus seinem Heimatdorf in der Nordheide nach Hamburg, wo er anfing, Tontechnik zu studieren. Kurz darauf begann die musikalische Zusammenarbeit mit Arne Schaffhausen.

### Arne Schaffhausen
Schaffhausen begann seine musikalische Karriere im Spiralkinda DJ Team 1993 zusammen mit Marco Schmedding, zuerst mit dem Mixen von DJ-Sets im Ambientbereich. Später machten sie Musik auf kleineren Partys. 1998 spielten sie das Eröffnungs-DJ-Set bei der VuuV (früher noch VooV). Ferner wurden sie für das erste Fusion Festival gebucht, welches noch aus nur zwei Dancefloors bestand (Psy-Trance/Goa und Elektro/Ambient). Schon 1996 produzierten sie u. a. mit dem deutschen Liveact X-Dream den Track Relax Vortex und gingen mit dem Act auf ihre erste internationale Tournee. Mit dem Track erschienen sie im selben Jahr auf einer Compilation des Labels Tunnel Records. Später folgten eigene Produktionen, die sich alle im Acid Trance und Psytrance eingliederten und auf verschiedenen Compilations erschienen. 1997 erschien die erste Platte unter dem Namen Spiralkinda und Schaffhausen brachte zum ersten Mal gemeinsam mit Marcus C. Maichel Produktionen unter dem Namen The Delta heraus.

## Erste gemeinsame Projekte
Die erste gemeinsame Veröffentlichung unter dem Namen Spirallianz erschien im Jahr 1999. Ein Jahr später wurde der zweite Liveact unter dem Namen Midimiliz gegründet. Er markiert erstmals eine Stiländerung. 2003 erschien ein Electronica/TripHop Album unter dem Namen DownHill in Zusammenarbeit mit Marcus C. Maichel, der schon bei dem Projekt The Delta mitwirkte. Ebenfalls erschien ein Track unter dem Namen Der Interpret mit selber Besetzung wie The Delta. 2004 zog Schaffhausen samt Studio nach Hamburg und The Delta wurde nach Meinungsverschiedenheiten innerhalb der Band zuerst aufgelöst und später von Marcus C. Maichel allein weitergeführt.

## Extrawelt

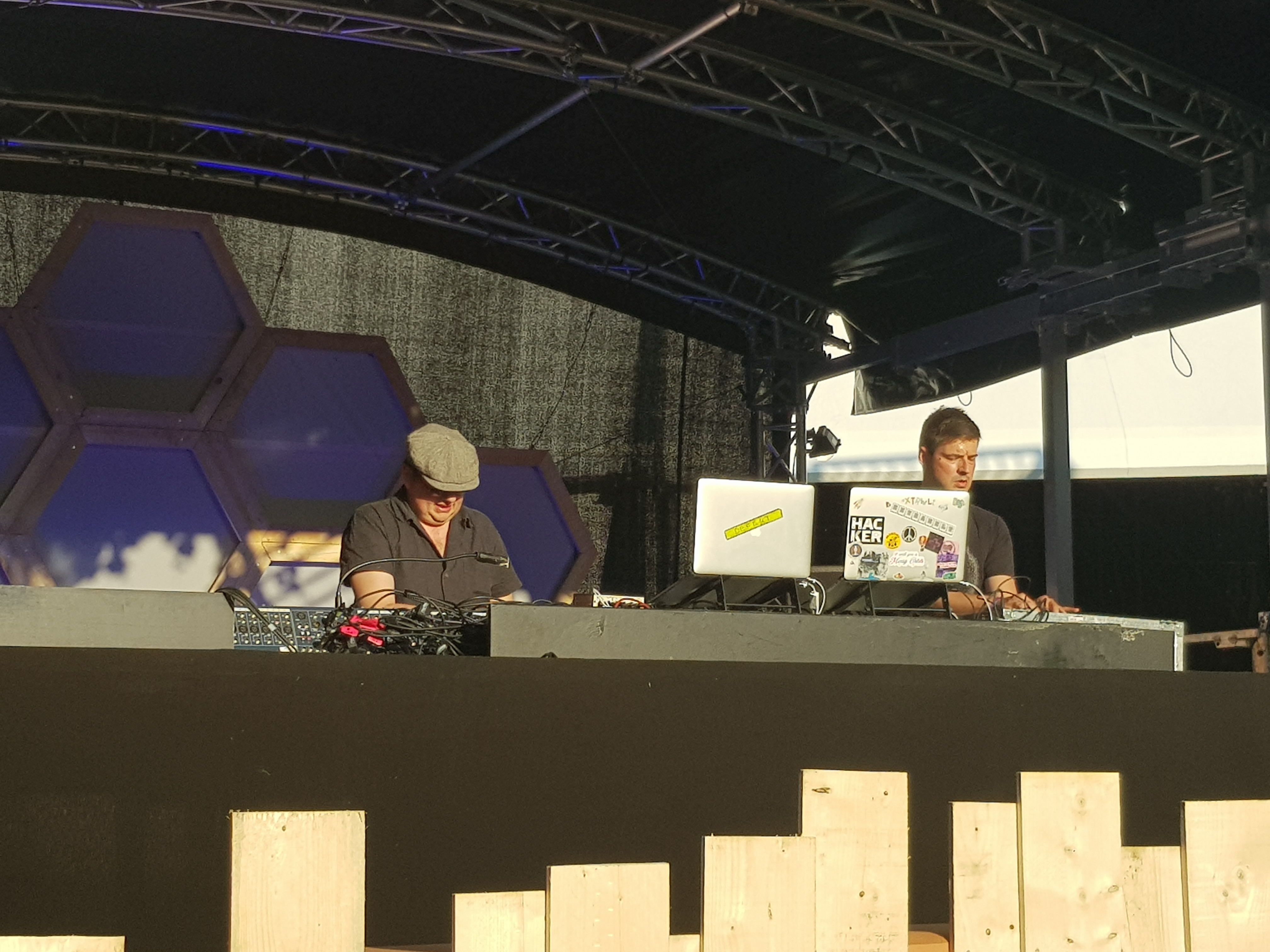
Extrawelt beim Electric Love Festival 2019

2005 wurden Raabe und Schaffhausen von dem Musiker/DJ/Labelbetreiber James Holden kontaktiert. Es entstand das Projekt Extrawelt. Der Musikstil stand nun endgültig für sich. Die erste Vinyl-Single Soopertrack verkauft über 20.000 Einheiten. Es folgten zahlreiche Veröffentlichungen sowie internationale Auftritte. 2008 erscheint das Album Schöne neue Extrawelt auf Sven Väths Label Cocoon Recordings und wurde von den Lesern der renommierten Magazine Groove und Raveline zum besten Album des Jahres gewählt. Die 2011 folgende LP In Aufruhr konnte an diese Erfolge anknüpfen. 2017 filmt der deutsch-französische Sender Arte einen Auftritt, welcher live bei ARTE-Concert und BeAt.tv zu sehen ist.

## Musik
Die ersten Acts waren Techno, Trance, Psytrance und Acid-Trance beeinflusst. Später wurden dann auch Produktionen im Techhouse-, Minimal- und Elektrobereich veröffentlicht. Mit Extrawelt entstand der erste Act, der sich keinem gängigen Genre zuordnen lässt.
Beide Künstler haben auch schon für andere Künstler Remixe angefertigt, unter anderen für Mario Hammer And The Lonely Robot, Glitterbug, Pan-Pot, Landside, Paul Woolford, Dominik Eulberg, Bomb The Bass, Prime Suspect, Gregor Tresher, John Dahlbäck, H-Man, Margot vs The Melodymaker, Fuzzion, Stephan Bodzin, Oliver Huntemann, Alexander Kowalski, Tocadisco und Minilogue.

## Projekte
Im Laufe der Jahre entstanden verschiedene Liveacts mit verschiedenen Musikrichtungen, zum Teil mit weiteren Mitgliedern:
| Name          | Gründung | Mitglieder                                             |
| ------------- | -------- | ------------------------------------------------------ |
| Spiralkinda   | 1993     | Arne Schaffhausen, Marco Schmedding.                   |
| The Delta     | 1997     | Arne Schaffhausen, Wayan Raabe, Marcus C. Maichel      |
| Spirallianz   | 1999     | Arne Schaffhausen, Wayan Raabe                         |
| Midimiliz     | 2000     | Arne Schaffhausen, Wayan Raabe                         |
| Der Interpret | 2003     | Arne Schaffhausen, Wayan Raabe, Marcus C. Maichel      |
| DownHill      | 2003     | Arne Schaffhausen, Wayan Raabe, Marcus C. Maichel      |
| G4            | 2003     | Arne Schaffhausen, Marco Schmedding, Marcus C. Maichel |
| Extrawelt     | 2005     | Arne Schaffhausen, Wayan Raabe                         |

## Diskografie
Spiralkinda
- 1997 – Triple Helix/Parakusis – Naja
- 1998 – Blah/Gammamammut – Dragonfly Records

Spirallianz
- 1999 – Submariniert – Spirit Zone Recordings
- 2000 – Blast Food (Album) – Spirit Zone Recordings
- 2001 – Edition Silver 1nd Of 3 – Spirit Zone Recordings
- 2001 – Edition Silver 2nd Of 3 – Spirit Zone Recordings
- 2002 – Edition Silver 3rd Of 3 – Spirit Zone Recordings
- 2003 – Stereopark (Album) – Spirit Zone Recordings

The Delta
- 2001 – Send In ...Send Back – d.Drum

Midimiliz
- 2000 – Flip – MDMT Records
- 2000 – Rent-A-Plant/Good Time – Naja
- 2000 – Starkstrom – Twisted Records
- 2001 – Antistat (Album) – d.Drum
- 2001 – Nüt/Info – d.Drum
- 2002 – No Exit/Aeromode – Boshke Beats Records
- 2002 – Passage One – Boshke Beats Records
- 2002 – Passage Two – Boshke Beats Records
- 2002 – Passage Three – Boshke Beats Records
- 2002 – Passages (Album) – Boshke Beats Records
- 2003 – The Remixes – Boshke Beats Records
- 2004 – No Alibi EP – Boshke Beats Records
- 2004 – Qubic Loops Remixes – Maniac I.Q Records
- 2005 – Non Standards (Album) – Wakyo Records/Gravity Plus Records
- 2006 – SONICULTURE 003 – SONICULTURE
- 2007 – Crsh EP – Gemini Recordings
- 2007 – The Missing Guest/Frog On The Run (Remixes) – Boshke Beats Records
- 2008 – Digital Remixes Black – Boshke Beats Records
- 2008 – Digital Remixes Green – Boshke Beats Records
- 2008 – Digital Remixes Orange – Boshke Beats Records
- 2008 – Digital Remixes Yellow – Boshke Beats Records
- 2008 – Subtil – SONICULTURE
- 2012 – Unrest – Boshke Beats Records

Downhill
- 2003 – Silent City (Album) – Gravity Plus Records

Extrawelt
- 2005 – Soopertrack/The Sky Was Pink – Electrochoc Records
- 2005 – Soopertrack/Zu Fuss – Border Community
- 2006 – Doch Doch – Traum Schallplatten
- 2006 – Fernweh/Drehfehler – Kompass Musik
- 2006 – Schmedding 8000 – Traum Schallplatten
- 2006 – Titelheld – Cocoon Recordings
- 2007 – Crsh EP (12", EP) – Gemini Recordings
- 2008 – DistTheme – Kompass Musik
- 2008 – Im Garten Von Eben Anniversary Remixes – Traum Schallplatten
- 2008 – Mind Over Doesn’t Matter – Traum Schallplatten
- 2008 – Schöne Neue Extrawelt (Album) – Cocoon Recordings
- 2008 – The Double Feature – Metatron Recordings
- 2009 – Dark Side Of My Room/Trümmerfeld – Cocoon Digital
- 2009 – Deine Beine – Traum Schallplatten
- 2009 – Error Medley EP – Maschine
- 2010 – DistTheme –  Cocoon Recordings (Re-Release)
- 2010 – Reset / Leaf 43 E.P. – Damage Recordings
- 2010 – Neuland EP – Traum Schallplatten
- 2010 – Mosaik EP – Traum Schallplatten
- 2010 – My Stupid EP – Break New Soil Recordings
- 2011 – Vorsprung Durch Hektik EP – Boxer Recordings
- 2011 – In Aufruhr (Album) – Cocoon Recordings
- 2012 – In Aufruhr Nachschlag (Album) – Cocoon Recordings
- 2012 – Raum in Raum EP – Cocoon Recordings
- 2013 – The Inkling EP – Traum Schallplatten
- 2014 – ...A Little Further (mit Dominik Eulberg) – Cocoon Recordings
- 2016 – Breaking Bricks EP Vol. 1 – Halocyan Recordings
- 2017 – Fear of an Extra Planet – Cocoon Recordings
- 2017 – Black Out – Cocoon Recordings
- 2018 – Unknown – Cocoon Recordings
- 2019 – Speicher110 – Kompakt
- 2020 - DeFeKt & Extrawelt - Field Day/Off Planet Feel My Bicep
- 2021 - Extrawelt - Little We Know EP Traum Schallplatten
- 2021 - Extrawelt - Jetzt Neu: Alles Wie Früher EP Break New Soil
- 2021 - Extrawelt - Heracid/Madjafala EP Traum Schallplatten
- 2021 - Extrawelt - 2085 Self Released
- 2021 - Extrawelt - Gazelle Flip EP Dreaming Awake
- 2021 - Extrawelt - Automatik Akrobatik EP Watergate Records
- 2021 - Extrawelt - Eigensender Furthur Electronics
- 2022 - Extrawelt - Stabilo Speicher 121 Kompakt Extra
- 2023 - DeFeKt & Extrawelt - Damage And Repair EP Cocoon Recordings
- 2024 - Extrawelt - Midi Waters/Riverrun Systematic Recordings
- 2024 - Extrawelt - Wellental EP Traum Schallplatten
- 2021 - Extrawelt - Grindmaster EP Turbo Recordings